# أمجد سلفيتي
أمجد إلياس سلفيتي محام بريطاني من أصل فلسطيني ولد في القدس ودرس في مدرسة المطران ومن ثم أكمل دراسته في بريطانيا. وهو عضو في جمعية المحامين في إنجلترا وويلز ويمارس القانون في بريطانيا منذ عام 1995. برز في عدد من القضايا الكبرى على الساحة البريطانية والعربية والدولية، حيث دافع عن قضايا رأي عام، مثيرة للجدل كان لها تأثير ملموس وساهمت في تغيير بعض القوانين في بريطانيا ودول أخرى.
كان محامي الدفاع في قضية اختطاف الطائرة السودانية إلى بريطانيا عام 1997 والتي أعطت مفهوما جديدا للدفاع المعروف ب Duress (استخدام الضغط لارتكاب الجريمة)، أي ارتكاب جريمة مثل الاختطاف حينما يكون المختطف مسلوب الإرادة وقامت محكمة الاستئناف بتبرئة المتهمين. دونت هذه القضية بالمرجعيات الجنائية في كتب القانون في بريطانيا. قام بالدفاع عن علاء حسين المُعين رئيساً لوزراء الكويت عند احتلالها وكذلك معارضين سعوديين، عراقيين وسوريين أمام المحاكم البريطانية كانوا قد طلبو الحماية هناك وكان وراء أهم القضايا المتعلقة بتفسير الفقرة «د» من معاهدة الأمم المتحدة المتعلقة باللاجئين الفلسطينيين لعام 1951.
قام بتمثيل عائلة محمود المبحوح الذي تم اغتياله في إمارة دبي، وعائلة سعاد حسني في قضيه انتحارها في لندن. عمل مستشارا قانونيا لدولة فلسطين، وتم توكيله من قبل الرئيس الشهيد ياسر عرفات لملاحقة جويد الغصين قضائيا، وتونس واليمن وجامعة الدول العربية في بريطانيا ويرأس حاليا المنظمة العربية لحقوق الإنسان في بريطانيا و أوروبا.